# Sven Lidman (kyrkoman)

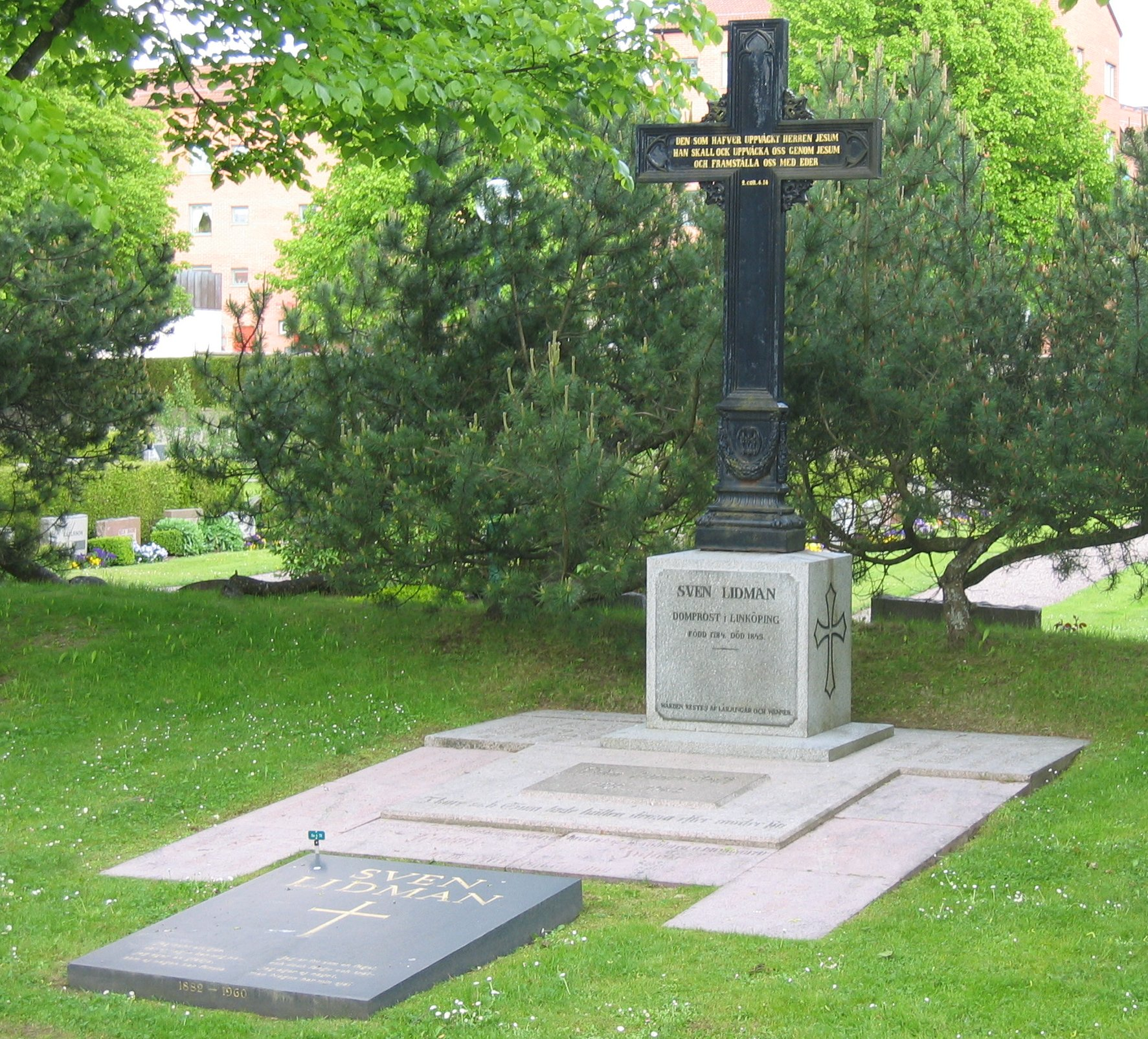
Den lidmanska familjegraven i Linköping, där Sven Lidman vilar.

Sven Fredric Lidman, född 11 december 1784 i S:t Johannes församling i Norrköping, död 9 mars 1845 i Linköping, var en svensk präst, riksdagsman och upptäcktsresande. 

## Biografi
Efter studier vid Uppsala universitet promoverades Lidman till filosofie magister 1806 och blev 1811 docent i arabisk litteratur vid Uppsala universitet. Från 1811 till 1817 tjänstgjorde Sven Lidman som predikant vid den svenska legationen i Konstantinopel. Under denna tid företog han upptäcktsresor längs Nilen, Syrien och Palestina. Utförliga dagböcker från denna resa finns i det Lidmanska familjearkivet. Större delen av Sven Lidmans samlingar och föremål från resan förstördes i en brand i Konstantinopel år 1818; vad som återstår finns bevarat på Medelhavsmuseet i Stockholm.
1817 fick Lidman en lektorstjänst i Linköping, där han 1824 utnämndes till domprost. Linköpingsbiskopen Marcus Wallenberg ville ha honom till sin efterträdare, men Lidman kom på femte plats i biskopsvalet 1833.
Under flera år representerade han Linköpings stift i Sveriges riksdag.
Som ung var Sven Lidman medlem av Vitterhetens vänner i Uppsala och av Götiska förbundet, under pseudonymen Sigurd Jorsalafarare, och lämnade flera bidrag till förbundets tidskrift Iduna.
Lidman är gravsatt i släktgraven i Linköping. Han var far till kaptenen Sam Lidman och farfar till författaren och predikanten Sven Lidman.

## Familj
Lidman var son till prosten Sven Lidman och Catharina Brigitta Landberg. 1820 gifte sin Lidman med Ebba Margareta Annerstedt (barnbarn till Daniel Annerstedt samt syster till biskopen Thure Annerstedt och gymnasierektor Rudolf Annerstedt) och fick med henne totalt 12 barn.
| Namn                          | Född | Död  | Gift                                  |                                                |
| ----------------------------- | ---- | ---- | ------------------------------------- | ---------------------------------------------- |
| Carl                          | 1821 | 1846 | -                                     | Drunknade i och med HMS Carlskronas förlisning |
| Sven Otto                     | 1822 | 1858 | -                                     | Drunknade i Kalmarsund                         |
| Peder Gustaf Samuel (Sam)     | 1824 | 1897 | -                                     |                                                |
| Henriette Charlotta Catharina | 1825 | 1906 | 1854 m. Claës Grill (släkten Grill)   |                                                |
| Ebba                          | 1827 | 1909 | 1848 m. Hjalmar Rudolf Gerard De Geer | Gammelmormor till Lisbeth Palme                |
| Nils Rudolph                  | 1828 | 1889 | 1873 m. Olga Wolff                    | Far till författaren Sven Lidman               |
| Claës Euckarius               | 1831 | 1857 | -                                     | Drunknade i sjön Glan                          |
| Thure Fredrik                 | 1833 | 1889 | -                                     |                                                |
| Carolina Sofia Lovisa (Lisen) | 1835 | 1878 | 1861 m. Johan Otto Sylvan             |                                                |
| Lars Emanuel (Manne)          | 1837 | ?    | -                                     | Drunknade i Engelska kanalen                   |
| Hulda Jacobina Rosina (Rosa)  | 1838 | 1839 | -                                     |                                                |
| Bror Johan August             | 1840 | 1905 | 1879 m. Helny Wolff                   |                                                |